# Ofanim

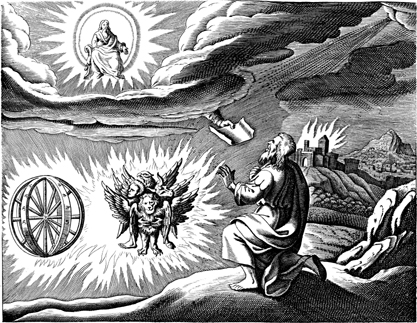
Uma representação tradicional da visão da carruagem, baseada na descrição de Ezequiel, com um ofan no lado esquerdo.

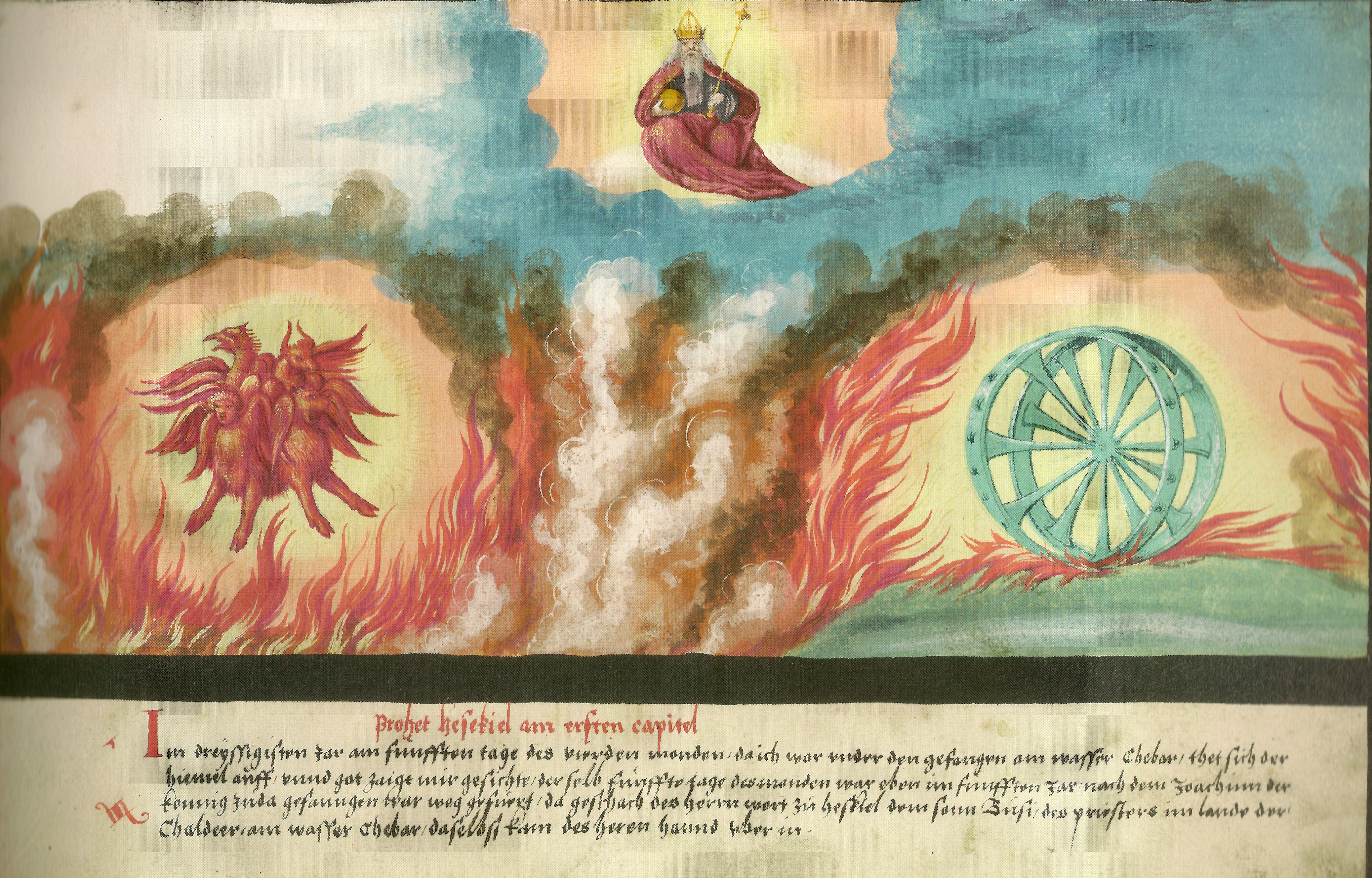
Fólio 1.15. A visão de Ezequiel. A primeira seção do livro, abrangendo os fólios 1 a 15, começa com milagres indicativos da vontade de Deus antes de mudar para eventos na história judaica, conforme descritos no Antigo Testamento. Os tópicos abordados vão desde o Dilúvio (Fólio 1) até a visão de Ezequiel (Fólio 15).

Os ofanins (ophanim) (em hebraico: אוֹפַנִּים, ʿōp̄annīm, "rodas"; singular: אוֹפָן, ʿōp̄ān, "Ofan", alternativamente escrito Auphanim ou Ofanim), e também designados por Galgalim (em hebraico: גַּלְגַּלִּים}}, galgallim, "esferas", "vórtices"; singular: גַּלְגַּל, galgal), referem-se às rodas vistas na visão da carruagem (em hebraico: merkabah) descrita em Ezekiel 1,15–21.
Um dos Manuscritos do Mar Morto (4Q405) interpreta-os como anjos; As secções finais do Livro de Enoque (61,10.71,7) retratam-nos como uma classe de seres celestes que, juntamente com os querubins e os serafins guardam o trono de Deus sem nunca dormir.
Na angelologia cristã, são um dos coros (classes) de anjos, o dos Tronos.